# Selections from Irving Berlin's White Christmas
Selections from Irving Berlin's White Christmas è un album in studio del cantante e attore statunitense Bing Crosby, pubblicato nel 1954.

## Il disco
Il disco contiene canzoni tratte dal film Bianco Natale (White Christmas) e si avvale della collaborazione di artisti come Rosemary Clooney, Danny Kaye, Trudy Stevens e Peggy Lee.

## Tracce
Testi e musiche di Irving Berlin.
1. The Old Man / Gee I Wish I Was Back in the Army – 2:48 – Bing Crosby and Danny Kaye with Orchestra and Chorus
2. Sisters – 2:26 – Peggy Lee with Orchestra and Chorus
3. The Best Things Happen While You're Dancing – 2:34 – Danny Kaye with The Skylarks, Orchestra and Chorus
4. Snow – 2:40 – Bing Crosby, Danny Kaye, Peggy Lee, Trudy Stevens with Orchestra and Chorus
5. Blue Skies / I'd Rather See a Minstrel Show / Mandy – 3:50 – Bing Crosby and Danny Kaye with Orchestra and Chorus
6. Choreography – 2:41 – Danny Kaye with The Skylarks and Orchestra
7. Count Your Blessings Instead of Sheep – 3:04 – Bing Crosby with Orchestra
8. Love, You Didn't Do Right by Me – 3:00 – Peggy Lee with Orchestra
9. What Can You Do with a General? – 2:55 – Bing Crosby with Orchestra
10. White Christmas (finale) – 3:17 – Bing Crosby, Danny Kaye, Peggy Lee, Trudy Stevens with Orchestra and Chorus